# Setge de Làrida (884)
El 883 o 884 els musulmans es van sentir amenaçats per l'expansió de Guifré el Pilós, que va voler establir la frontera en els rius Llobregat i Segre, amb posicions al Bages (Cardona per exemple), a Osona, al Berguedà i a la Vall de Lord (i algunes aprisions a la Vall de Cervelló al sud del riu Llobregat), i repoblant els territoris, construint i consolidant esglésies i monestirs, al voltant dels que es fixava la població.
Guifré lluitava per estabilitzar la frontera a partir de Cardona en direcció a Solsona. En aquell moment la frontera del comtat passava al nord de Solsona segurament per Besora, Tentellatge i Correà; la de Berga per Sorba, Gargallà i Serrateix; i la d'Osona per Cardona, Manresa i Montserrat.

## El setge
La ciutat de Làrida fou fortificada entre els anys 883 i 884, i Guifré va veure-ho com una provocació i va atacar la ciutat, governada pel valí de la família dels Banu Qasi, Ismaïl ibn Mussa. L'atac a Lleida no va sortir bé. L'historiador Ibn al Athir diu que els àrabs van fer gran mortaldat entre els atacants.

## Conseqüències
Guifré el Pilós perdé entre el 888 i el 892 els territoris conquerits al Camp de Tarragona però tant el Comtat d'Aragó com els comtats catalans s'anaven expandint i repoblant lentament des de les muntanyes dels Pirineus cap al sud, sovintejant les incursions cristianes d'una banda i les ràtzies musulmanes de l'altre; en aquest context, Llop ibn Muhàmmad, successor d'Ismaïl ibn Mussa, ordenà fortificar diverses ciutats com Montsó o Balaguer i també ordenà la construcció d'una mesquita a Lleida, l'actual Seu Vella, i l'aljama. Finalment, Guifré morí en la Ràtzia de 897